# سیارک ۲۵۹۸۱
سیارک ۲۵۹۸۱ (به انگلیسی: 25981 Shahmirian، نامگذاری:2001FT53)۲۵۹۸۱مین سیارک کشف شده‌است که در ۱۸ مارس ۲۰۰۱ کشف شد.